# Presidente del Comitato permanente dell'Assemblea nazionale del popolo
Il Presidente del Comitato permanente dell'Assemblea nazionale del popolo (cinese semplificato: 全国人民代表大会常务委员会委员长; cinese tradizionale: 全國人民代表大會常務委員會委員長; pinyin: Quánguó Rénmín Dàibiǎo Dàhuì Chángwù Wěiyuánhuì Wěiyuánzhǎng) dirige le attività del Comitato permanente del Congresso nazionale del popolo e, per estensione, presiede il Congresso stesso.
Il presidente del Comitato permanente viene indicato come il "legislatore capo" della Repubblica Popolare Cinese ed è ufficialmente la terza carica per importanza nella gerarchia statale, direttamente al di sotto del presidente della Repubblica e del vicepresidente; di fatto però, è solitamente sorpassato dal primo ministro.
Fra il 1975 e il 1982, esercitava di fatto le funzioni oggi assegnate al presidente della Repubblica, dal momento che i poteri del capo dello Stato erano passati collegialmente al Comitato Permanente.

## Cronotassi dei presidenti
- Liu Shaoqi (5 settembre 1954 - 28 aprile 1959)
- Zhu De (28 aprile 1959 - 6 luglio 1976)
- Song Qingling ad interim (6 luglio 1976 - 5 marzo 1978)
- Ye Jianying (5 marzo 1978 - 18 giugno 1983)
- Peng Zhen (18 marzo 1983 - 13 aprile 1988)
- Wan Li (13 aprile 1988 - 27 marzo 1993)
- Qiao Shi (27 marzo 1993 - 15 marzo 1998)
- Li Peng (15 marzo 1998 - 15 marzo 2003)
- Wu Bangguo (15 marzo 2003 - oggi)